# 法爾克特山
46°51′37″N 13°48′59″E / 46.860351°N 13.816395°E

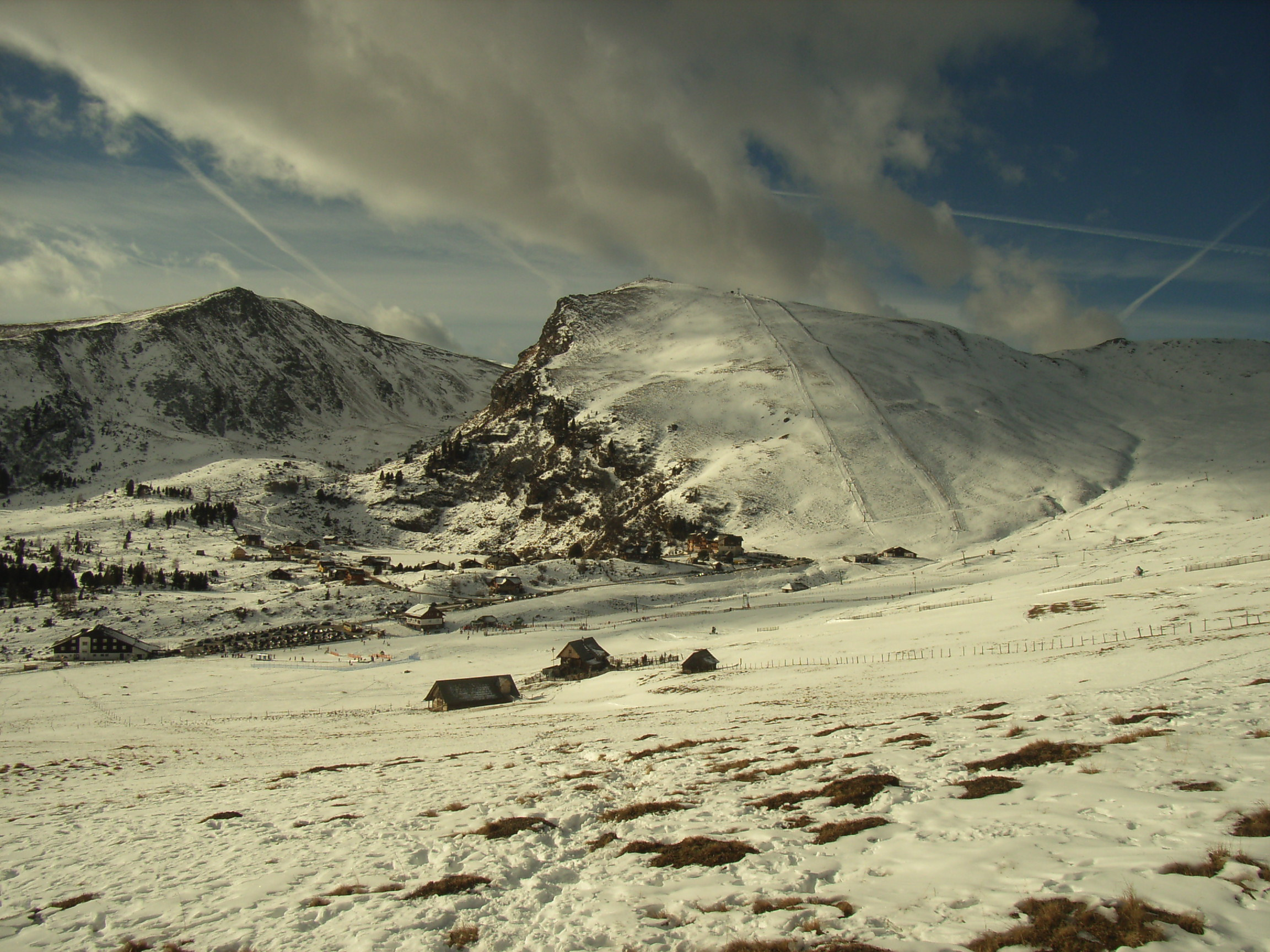

法爾克特山（德語：Falkert），是奧地利的山峰，位於該國南部，由克恩頓州負責管轄，屬於諾克山脈的一部分，處於賴謝瑙境內，距離羅德雷斯諾克山0.8公里，海拔高度2,308米。